# Olga (ópera)
Olga é uma ópera em três atos do compositor brasileiro Jorge Antunes, com libreto de Gérson Vale. Estreou no Theatro Municipal de São Paulo em 14 de outubro de 2006 sob regência de José Maria Florêncio e direção cênica de William Pereira tendo Martha Herr como Olga Benário.
Trata-se de um singspiel narrando a história de Olga Benario e o romance com Luís Carlos Prestes. A música é eminentemente vanguardista, com muitos e extensos recitativos, além de algumas referências musicais como peças tradicionais do carnaval do Rio de Janeiro e o hino da Internacional Socialista, executado no terceiro ato. As cenas internas dos atos são seguidas por balés com fundo de música eletrônica e cenas externas à encenação, como fragmentos de filmes e imagens de jornais.

## Personagens
| Olga                | soprano       |
| Luís Carlos Prestes | tenor         |
| Filinto Müller      | barítono      |
| Arthur Ewert        | baixo         |
| Elise Ewert         | mezzo-soprano |
| Rodolfo Ghioldi     | barítono      |
| Carmen Ghioldi      | mezzo-soprano |
| Victor Allen Baron  | barítono      |
| Manuilsky           | barítono      |
| 1.º Cantador        | tenor         |
| 2.º Cantador        | barítono      |
| 3.º Cantador        | baixo         |